# オーストラリアン・モーター・インダストリーズ
オーストラリアン・モーター・インダストリーズ（英: Australian Motor Industries、略称: AMI）は、かつてオーストラリアに存在した自動車組み立て会社である。

## 歴史

### 初期
AMIの起源は1926年にJ.F. CrosbyがEclipse Motors Pty Ltd of Melbourneに出資を決定したことに遡る。1929年同社はビクトリア州におけるスタンダード・モーター・カンパニーの代理店となり、社名を'Talbot and Standard Motors'に改名し、1930年代はスタンダード車の販売などで安定した経営を図る。1952年にCrosbyファミリーはイングランドのスタンダード・モーター・カンパニーと協力を図り、'Standard Motor Products Ltd'という持ち株会社を設立し、ポート・メルボルンに開設した新工場で自動車の組立を始めた。なお1920年代前半から地元のボディ製作産業の成長を妨げないように、輸入車には関税が課せられており、その税率は現地生産部品の使用割合によって異なっていた。
その後、主要なメーカーは力をつけ、弱小のボディ製作会社は淘汰された。ポート・メルボルンの組立工場は、迫り来る戦争需要にこたえるために設立された新工場の1つで、1955年までに敷地は33エーカー(0.13km2; 0.052平方マイル)に広がり、新しいエンジン組立工場には、8時間シフトあたりで100台のエンジン生産規模があった。1958年同社はダイムラー・ベンツとオーストラリアにおけるメルセデス・ベンツ車の組み立ておよび販売についての協定を結び、社名をAustralian Motor Industries (AMI)と改め、新しい子会社がメルセデス・ベンツのフランチャイズを形成することとなった。
またAMIは、スタンダード・モーター・カンパニーとの長年の提携により、別の子会社を通して、トライアンフ車のためのフランチャイズ保持と、ファーガソン・トラクターの組立ても行っており、ニューサウスウェールズ州やビクトリア州の郊外ではファーガソン・トラクターとスタンダード・ヴァンガードなどが隣同士で並んで販売されているディーラーもあった。